# Nitrianska Blatnica
Nitrianska Blatnica (allemand : Blattnitz, hongrois : Nyitrasárfő) est un village de Slovaquie situé dans la région de Nitra.

## Histoire
Première mention écrite du village en 1185.

## Démographie

### Évolution de la population
| Année:               | 1994. | 2004.   | 2014.   | 2024.   |
| -------------------- | ----- | ------- | ------- | ------- |
| Nombre de personnes: | 1148  | 1207    | 1230    | 1235    |
| Différence:          |       | +5,13 % | +1,90 % | +0,40 % |

| Année:               | 2023. | 2024.  |
| -------------------- | ----- | ------ |
| Nombre de personnes: | 1250  | 1235   |
| Différence:          |       | -1,2 % |